# Marrony
Marrony da Silva Liberato, plus simplement connu sous le nom de Marrony, né le 5 février 1999 à Volta Redonda au Brésil, est un footballeur brésilien qui évolue au poste d'attaquant au Fluminense FC, où il est prêté par le FC Midtjylland.

## Biographie
Né à Volta Redonda, Marrony rejoint le centre de formation du Vasco da Gama en 2015. Il fait ses débuts en équipe première le 24 janvier 2018, en remplacement de Rildo (en), lors d'une défaite 2-1 en Campeonato Carioca contre l'équipe de Cabofriense.
Marrony réalise ses débuts en Série A le 7 septembre 2018, en remplaçant Yago Pikachu lors d'une défaite 2-1 contre l'América Mineiro. Dix-sept jours plus tard, il inscrit son premier but dans ce championnat, marquant le but de la victoire lors d'un succès à domicile 2-1 face à l'EC Bahia.
Le 18 février 2019, Marrony renouvelle son contrat avec le club brésilien jusqu'en 2023. Au mercato suivant il est notamment courtisé par Newcastle, puis plus tard, en novembre, alors que la fin du championnat approche, il est notamment annoncé proche de Monaco,.
En juin 2020, Marrony signe un contrat de cinq ans avec l'Atlético Mineiro.
Marrony connait sa première expérience en Europe en s'engageant pour cinq ans au FC Midtjylland le 20 août 2021. Ses débuts sont compliqués, il joue peu et n'a toujours pas marqué de but à la mi-saison. Il peine à convaincre son entraîneur Bo Henriksen et un départ est même évoqué lors du mercato hivernal 2022, le SC Internacional se montrant intéressé pour un prêt.

## Vie privée
Le cousin de Marrony, Ricardo Santos, est également footballeur, et évolue au poste d'attaquant.

## Palmarès
Vasco da Gama
- Vainqueur de la Taça Guanabara en 2019

 FC Midtjylland
- Coupe du Danemark
  - Vainqueur en 2022.